# Letitia Vriesdelaan
De Letitia Vriesdelaan, tot 2000 Cultuurtuinlaan, is een straat in Paramaribo van de Henck Arronstraat naar de Kamponglaan 2 en Collilaan.

## Naamgever
De laan verwees aanvankelijk naar de Cultuurtuin en werd 2000 hernoemd naar Letitia Vriesde, de meest de succesvolle atlete van Suriname. Zij vestigde Zuid-Amerikaanse records op de 800, 1000 en 1500 meter, zowel indoor als outdoor, en op de 3000 meter indoor. Voor Suriname is ze recordhoudster op alle afstanden.

## Bouwwerken
De Letitia Vriesdelaan is het verlengde van de Swalmbergstraat bij de oversteek over de Henck Arronstraat. Vervolgens is er een brug over de Sommelsdijkse Kreek en zijn er aan weerszijden complexen van het Psychiatrisch Centrum Suriname. Vervolgens liggen hier het Snellenpark en het Owru Cul Sport Complex. Ertegenover bevindt zich de oprit naar de STVS, het hoofdkantoor en de fanshop van de Surinaamse Voetbal Bond (SVB), de Stadionlaan met daaraan het André Kamperveenstadion en de Rattan Oemrawsinghstraat met daaraan het Surinaams Olympisch Comité (SOC).
Vervolgens staan hier de directoraten, het voedsellaboratorium en het abattoir van het ministerie van Landbouw, Veeteelt en Visserij, het Inter-American Institute for Cooperation on Agriculture (IICA), de Bloemen / Planten Markt "De Tuin", de Voedsel- en Landbouworganisatie van de Verenigde Naties (FAO Suriname), de Caribbean Agriculture Health and Food Safety Agency (CAHFSA) en het Puwa Nanie Sportcomplex. Aan het eind zijn er afslagen naar de Spathodelaan, Kamponglaan 1 en 2 en Collilaan.

## Gedenktekens

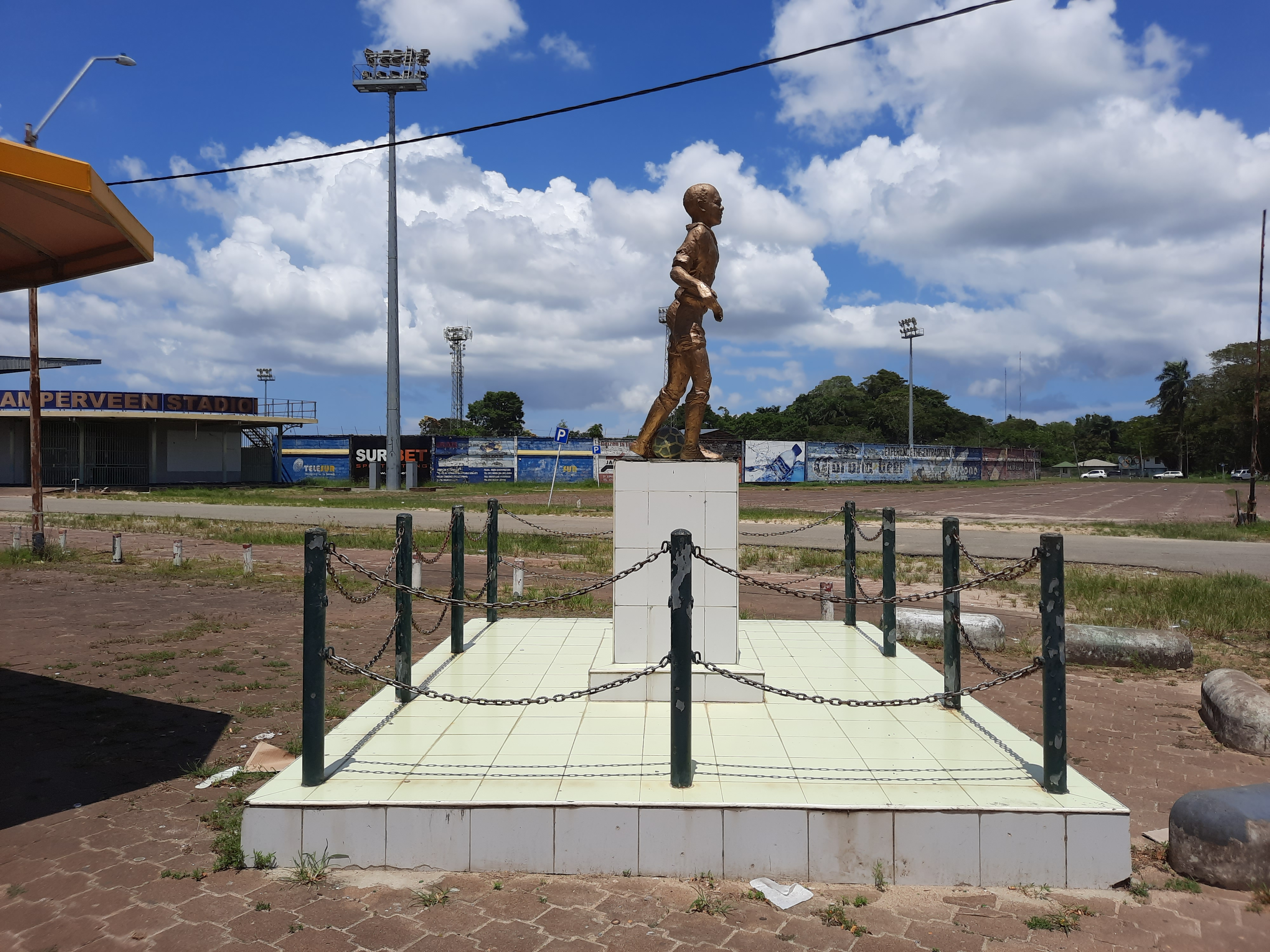
Het standbeeld van André Kamperveen

Hieronder volgt een overzicht van de gedenktekens in de straat:
| Onderwerp                         | Type       | Kunstenaar     | Onthulling | Locatie          | Omschrijving                                                    |
| --------------------------------- | ---------- | -------------- | ---------- | ---------------- | --------------------------------------------------------------- |
| Standbeeld van André Kamperveen   | standbeeld | Erwin de Vries | 2000       | voor SVB-kantoor | André Kamperveen, sportgrootheid en Decembermoorden-slachtoffer |
| André Kamperveenstadion           | plaquette  | onbekend       | 2003       | in het stadion   | 50-jarig jubileum                                               |
| Maria Jacoba Paulina Oostburg-Cop | plaquette  | onbekend       | 2005       | Olivadorp        | oprichtster Surinaamse Meisjes Club                             |